# Josip Slade
Josip Slade-Šilović (Trogir, 23. ožujka 1828. – Trogir, 15. lipnja 1911.), bio je hrvatski graditelj i arhitekt. Veliko je ime hrvatske graditeljske baštine druge polovice 19. stoljeća.

## Životopis
Josip Slade rođen je u Trogiru 1828. godine. Školovao se u Splitu i Padovi, gdje je doktorirao filozofiju, a potom završio studij graditeljstva i inženjerstva. O njegovu školovanju brinuo se dobročinitelj, očuh Juraj Šilović, pa je u znak zahvalnosti Josip prezimenu Slade dodao i njegovo. 
Bio je načelnik Trogira od 1901. do 1905. godine.
Od graditeljskih djela najznačajnija su mu: zgrada kazališta u Šibeniku, cesta preko Zagore do Lećevice, crkvu na gradskom groblju u Trogiru, veliki most do Čiova, napajalište s pitkom vodom na Dobriću, kuća Puović, palača Moretti na Čiovu, brojne ceste, putovi i mostovi u Boki kotorskoj i Kneževini Crnoj Gori. Sudjelovao je i u obnovi nekih renesansnih palača u rodnom Trogiru.
Umro je u Trogiru 1911. godine. 

## Djela u Crnoj Gori
Slade je na poziv crnogorskog knjaza Nikole I. Petrovića tijekom dva desetljeća projektirao niz važnih graditeljskih objekata u Crnoj Gori koji su i danas u uporabi:
Ceste: 
- 1878. pravac od Njeguša (crnogorsko-austrougarska granica) do Cetinja;
- 1881. pravac Cetinje - Rijeka Crnojevića;
- 1882. pravac Rijeka Crnojevića - Podgorica;
- 1884. pravac Kotor - Cetinje (napomena - Slade je, radi ovladavanja okomitim lovćenskim liticama nad Kotorom, projektirao 25 sepertina na trasi u pravoj liniji koja jedna dostiže dva kilometra);
- 1896. – 1905. pravac Rijeka Crnojevića - Virpazar;
- vjeruje se kako je Slade projektirao 1884. i cestovni pravac Bar - Virpazar;

Zgrade: 
- 1888. zgrada Zetski dom Crnogorskog kraljevskog kazališta na Cetinju;
- 1899. zgrada austrougarskog veleposlanstva na Cetinju (sada sjedište Zavoda za zaštitu spomenika kulture);
- 1900. zgarada Dvorac kneza Nikole u Nikšiću (sada Gradski muzej i biblioteka);
- 1900. zgrada Lazaret u Herceg Novom;

Infrastrukturni objekti: 
- 1880-ih i 1890-ih radovi na izgradnji crnogorske pomorske luke Pristan u suvremenom Baru;
- 1894. projekt Carev most u Nikšiću.

## Poveznice
- Slade (hrvatsko prezime)

## Vanjske poveznice
- Igor Brešan, Graditelj puteva priznatiji izvan rodnog Trogira, Slobodna Dalmacija, 11. veljače 2014.